# Kombo-Itindi
Kombo-Itindi es un municipio del departamento de Ndian de la región del Sudoeste, Camerún. En noviembre de 2005 tenía una población censada de 2958 habitantes.
Se encuentra ubicado cerca de la frontera con Nigeria y al norte de la ciudad más poblada del país, Duala.